# ホセファ・メネンデス
ホセファ・メネンデス（Josefa Menéndez、1890年2月4日・マドリード - 1923年12月29日・ポワチエ）は、カトリック教会の修道女。聖心会に所属した。
| スタブアイコン | サブスタブ | この項目は、まだ閲覧者の調べものの参照としては役立たない、人物に関連した書きかけの項目です。この項目を加筆・訂正などしてくださる協力者を求めています（P:人物伝/PJ:人物伝）。 |